# Милорад Ратковић
Милорад Ратковић (Зеница, 11. октобар 1964) бивши је српски и југословенски фудбалер.

## Каријера
Дуго је наступао за зенички Челик, где је од 1983. до 1990. године у 112 лигашких сусрета постигао шест погодака, а у Црвену звезду је стигао 1990. године. Одиграо је по једну утакмицу у шампионату и Купу те јесени и тако се уписао међу чланове шампионског тима, а у пролећном делу 1991. године наступао је на позајмици у бањалучком Борцу, где је у 17 првенствених утакмица постигао осам голова.
После одласка у иностранство петорице првака Европе, Ратковић се враћа у Црвену звезду и постаје стандардан члан екипе Владице Поповића. Био је у саставу на мечу Интерконтиненталног Купа у Токију, када су црвено-бели постали шампиони планете победом над чилеанским Коло Колом од 3:0. У освајању шампионата Југославије 1991/92, на 27 утакмица постигао је четири гола.
Каријеру је наставио у шпанској Селти из Вига, где је од 1992. до 1998. године одиграо 134 лигашке утакмице и постигао 15 голова. Каријеру је завршио у екипи Севиље за коју је у сезони 1998/99. одиграо 11 сусрета.

## Трофеји

### Црвена звезда
- Интерконтинентални куп (1) : 1991.
- Првенство Југославије (2) : 1990/91, 1991/92.
- Куп Југославије (1) : 1990/91.